# Hanni, kehre zurück! Alles vergeben!
Hanni, kehre zurück! Alles vergeben! ist eine 1914 entstandene Mischung aus deutscher Stummfilmkomödie und Detektivfilm. Unter der Regie von Max Mack  spielte Hanni Weisse die Titelrolle.

## Handlung
Detektiv Wichtig hat eine Zeitungsannonce aufgegeben, mit der er einen intelligenten Mitarbeiter sucht. Der beschäftigungslose Oskar glaubt in aller Unbescheidenheit, dass das Einstellungsprofil genau auf ihn zugeschnitten ist und meldet sich beim Inserenten. Natürlich stellt sich Oskar gleich beim ersten Fall ziemlich dumm an, und so entwischt durch Oskars Ungeschicklichkeit dem Detektiv der langgesuchte Betrüger Ganefsky. Daraufhin feuert der Wichtig Oskar ebenso schnell wie er ihn eingestellt hat. Als der wieder arbeitslose Oskar ziel- und planlos durch die Straßen schlendert entdeckt er ein Plakat mit der Suchmeldung: „Hanni, kehre zurück! Alles vergeben!“. Der Suchende ist der Bäckermeister Semmel, der seine Tochter im Streit vor die Tür gesetzt hat, da diese mit einem ihm nicht gemäßen Jüngling Umgang hatte. Nun ist das junge Glück kurzerhand durchgebrannt. Da Oskar noch eine Visitenkarte von Detektiv Wichtig dabeihat, begibt er sich zu Meister Semmel und stellt sich diesem als Wichtig vor, der selbstverständlich diesen Fall übernehmen möchte, jedoch nur gegen einen kleinen Vorschuss. Er verspricht Semmel, Hanni beim Auffinden zur Rückkehr zu bewegen. Mit dem erhaltenen Geld kleidet sich Oskar erst einmal ordentlich ein. Dann macht er im Stadtpark die Bekanntschaft einer jungen Dame und lädt sie zu einer kleinen Autopartie ein. 
Während dieser Spritztour sieht er am Straßenrand ein liegengebliebenes Fahrzeug. Er glaubt seinen Augen nicht zu trauen, als er beim defekten Auto Hanni erkennt. Und in ihrer Begleitung ist auch noch der Ganove Ganefsky! Um nichts zu vermasseln, beschließt Oskar, diesmal vorsichtiger vorzugehen. Er knüpft Bekanntschaft mit den beiden, und man kommt einander näher. Die Vier kehren schließlich in der Gaststube bzw. dem Hotel „Zur goldenen Vier“ ein, wo man auch zu übernachten gedenkt. Nun hat aber Oskar bereits den gesamten Vorschuss Semmels auf den Kopf gehauen, so dass er seinem Auftraggeber telegrafiert, dieser möge ihm mehr Geld anweisen, da er seiner Tochter auf der Spur sei. Semmel wird jedoch misstrauisch und begibt sich zur Detektei Wichtig. Umso erstaunter ist er, als der echte Detektiv Wichtig nicht derjenige Mann ist, dem er den ersten Vorschuss gegeben hatte. Semmel ist stinksauer und will sich dorthin begeben, von wo sich Oskar zuletzt gemeldet hatte, um sich den „Betrüger“ vorzuknöpfen. Ganefsky erkennt, dass etwas faul ist und glaubt, dass Wichtig ihm auf der Fährte ist. Durch einen Trick kann er Wichtigs Verhaftung erreichen. Doch diesmal ist Oskar präsent, und es gelingt ihm sowohl Ganefsky festzusetzen als auch Hanni ihrem Vater zurückzugeben. Detektiv Wichtig weiß jetzt, was er an Oskar hat und bittet ihn, zu seiner Detektei zurückzukehren.

## Produktionsnotizen
Hanni, kehre zurück! Alles vergeben!, auch bekannt unter dem Kurztitel Kehre zurück! Alles vergeben!, entstand 1914 im Union-Atelier in Berlin-Tempelhof und wurde, je nach Quelle, am 18. oder am 25. Februar 1915 uraufgeführt. Die Zensurprüfung des Dreiakters erfolgte erst im darauf folgenden Monat. Noch im selben Jahr lief das Detektivlustspiel auch in Österreich-Ungarn an. Die dortige Fassung war 1070 Meter lang.
Für den Wiener Theaterschauspieler Oskar Sabo war dies seine erste deutsche Filmrolle.

## Kritik
„Dem Wesen nach eine Detektivkomödie entwickelt sich dieses köstliche Bild zu einem der tollsten Filmschwänke, den kinematographische Darstellungskunst bisher geschaffen hat. (…) Hanni Weisse als die „kleine Semmel“ ist reizend wie immer, Sabo von einem zwerchfellerschütternden Humor … Die Firma Philipp & Pressburger hätte wohl kaum mit einem besser gewählten Lustspiel die neue Saison einleiten können.“